# فرودگاه جک ادواردز
فرودگاه جک ادواردز (به انگلیسی: Jack Edwards Airport) یک فرودگاه همگانی بهره‌برداری هوایی با کد یاتا GUF است که یک باند فرود آسفالت دارد و طول باند آن ۲۱۲۲ متر است. این فرودگاه در شهر گالف شورز، آلاباما کشور ایالات متحده آمریکا قرار دارد و در ارتفاع ۵ متری از سطح دریا واقع شده‌است.